# Zawór odpowietrzający

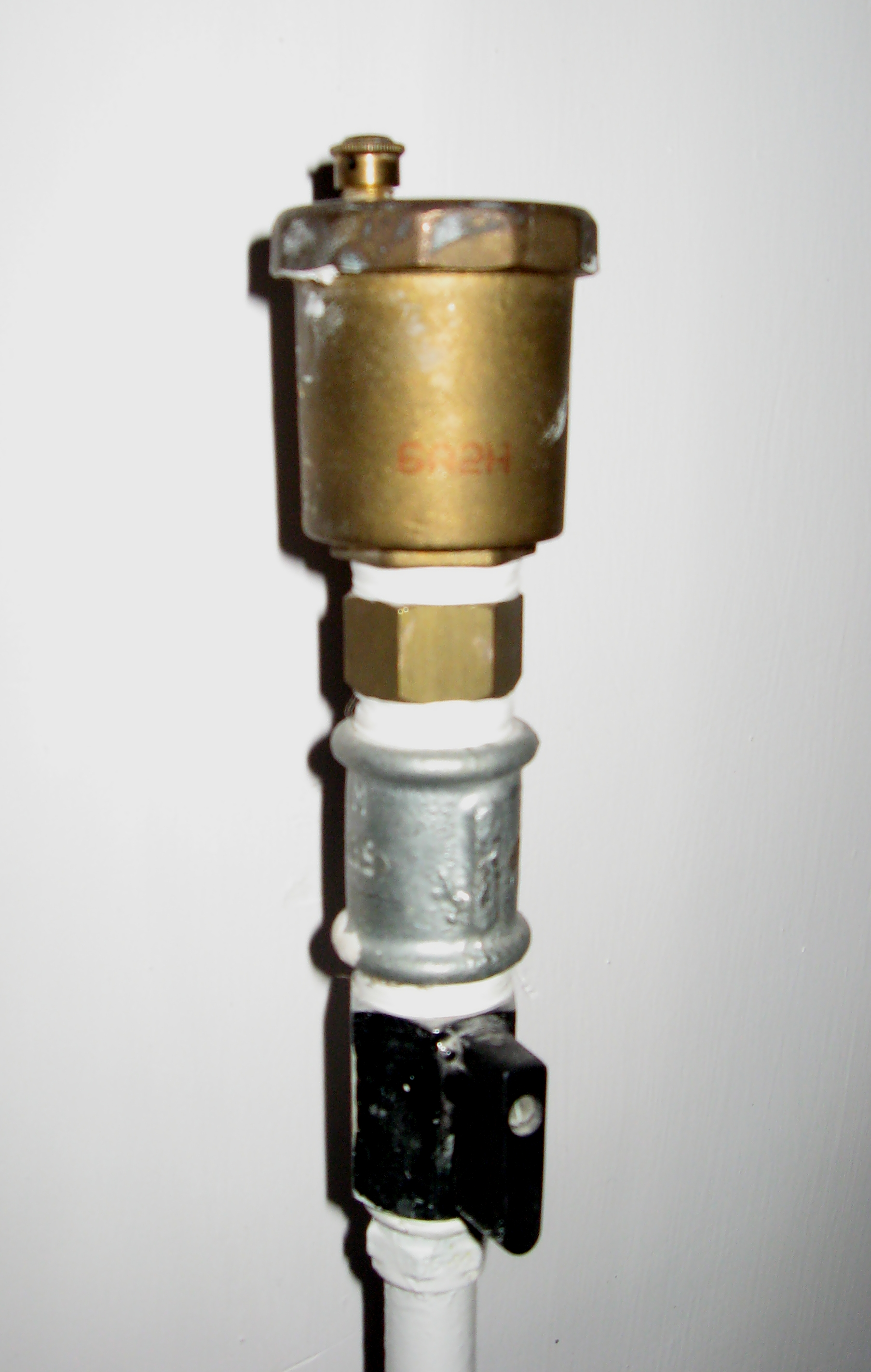
Zawór odpowietrzający na instalacji c.o.

Zawór odpowietrzający (odpowietrznik) – zawór służący do usuwania powietrza zwykle z układów hydraulicznych. Zawór ten  umożliwia samoczynne napowietrzanie i odpowietrzanie instalacji centralnego ogrzewania. Zasada działania opiera się na samoczynnym wylocie powietrza z instalacji (montaż w najwyższym punkcie odpowietrzanego odcinka lub grzejnika) i zamknięciu otworu odpowietrzającego przy pomocy pływaka (przeważnie kulki z tworzywa sztucznego).